# Jonas Hoff Oftebro
Jonas Hoff Oftebro (* 7. Mai 1996 in Oslo) ist ein norwegischer Kinderdarsteller, Schauspieler und Synchronsprecher.

## Leben
Jonas Hoff Oftebro wurde als der gemeinsame Sohn der norwegischen Schauspieler Anette Hoff und Nils Ole Oftebro in Norwegen geboren. Sein älterer Halbbruder Jakob Oftebro aus der vorhergehenden Ehe seines Vaters mit der Journalistin Kaja Korsvold ist ebenfalls Schauspieler. Im Jahr 2000 hatte er in der norwegischen NRK-Serie Vil du bli millionær? seine erste Mitwirkung und 2008 hatte er als Statist in den  Film Max Manus einen Auftritt. Größere Bekanntheit erreichte er erstmals von 2009 bis 2010 in der norwegischen Olsenbande Junior-Filmreihe in der Rolle des Kjell Jensen in den Filmen Olsenbanden jr. Det sorte gullet und Olsenbanden jr. Mestertyvens skatt. Weiterhin war er als Synchronsprecher in den Animations- und Zeichentrickfilmen SamSam und Sussi tätig und wirkte in der norwegischen Reality-TV-Kinderserie Gaven des Fernsehsender NRK Super als Moderator mit. 2015 trat er in dem norwegischen Thriller The Wave – Die Todeswelle und 2018 in der Fortsetzung The Quake – Das große Beben auf.

## Filmografie
- 2000: Vil du bli millionær? (norwegische Fernsehserie)
- 2008: Max Manus
- 2009: Olsenbanden jr. Det sorte gullet
- 2010: Olsenbanden jr. Mestertyvens skatt
- 2012: Erobreren
- 2015: Neste Sommer
- 2015: The Wave – Die Todeswelle (Bølgen)
- 2016: Tordenskjold & Kold
- 2016: Børning 2
- 2018: The Quake – Das große Beben (Skjelvet)
- 2018: Thilda & die beste Bande der Welt (Los bando)
- 2019: Helt perfekt
- 2019: The Bird Catcher
- 2019: The Birds
- 2020: Ragnarök (Ragnarok)
- 2021: The Trip – Ein mörderisches Wochenende